# Sárga gyapjasszövő
A sárga gyapjasszövő (Eriogaster catax) a szövőlepkefélék családjába tartozó, Európában honos, bokrokon, cserjéken élő éjszakai lepkefaj.

## Megjelenése
A sárga gyapjasszövő szárnyfesztávolsága a hímek esetében 2,8-3,4 cm; a nőstényeknél 3,2-4,4 cm. A hímek feje és tora élénk rókavörös, potroha sárgásabb. Szárnyai viszonylag rövidek és szélesek. Az elülső szárny töve és közepe élénksárga, szegélye vörösbarna, több-kevesebb lilás árnyalattal. A szárnyakon két halvány harántvonal húzódik, a belső elmosódó és barna, a külső sárga és a szárny csúcsáig felkanyarodik. Középen nagy, kerek, ezüstfehér, sötétbarna keretű folt látható. A hátulsó szárny halvány vörösbarna, lilás árnyalattal, a szegélyen sárga árnyalatú elmosódó területekkel. A hátulsó szárnyon nincs harántsáv. A fonák hasonló, de halványabb, a hátulsó szárnyon látszik a harántsáv, valamint a középfolt. A szárnyak rövid rojtja vörösbarna vagy sárgásbarna.
A nőstény szárnyai - főleg az elülsők - nyújtottabbak. A szárnyak alapszíne vörösbarna, töve és közepe sötétebb színű és inkább vörhenyes. Az elülső szárnyon a belső harántsáv alig látszik, a külső sárgás. A középfolt fehér, nem annyira ezüstös, mint a hímeken. A fonák csaknem egyszínű. A farpamacs hatalmas, széles, sötétszürke, világosabb szürke sávokkal.
Változékonysága nem számottevő.
Petéje henger alakú, sárgásbarna. A nőstény 1-2 m magasan, a gallyak köré, gyűrűszerűen rakja le, majd farpamacsa gyapjával fedi be őket. 
Hernyója barna, szelvényközei feketék. Háta szürke, szögletes foltsorral, oldalain kékes foltok sora húzódik. Sűrű szőrzete barnásszürke.

### Hasonló fajok
A tölgyfapohók, a lóherepohók, a szilvafapohók, esetleg a szomjas pohók hasonlíthat hozzá. 

## Elterjedése
Európában honos, Észak-Spanyolországtól Dél- és Közép-Európán keresztül Oroszországig és Nyugat-Ázsiáig (északon hiányzik). Közép-Európában az intenzív erdőkezelés elterjedésével, az erdőszéli cserjések kivágásával nagyon megritkult, csak néhány populációja ismert és a kihalás fenyegeti, míg Délkelet-Európában még viszonylag gyakori. Magyarországon országszerte mindenütt előfordulhat, a Beregi-síkon, az Északi-középhegység déli előterében, a Dunántúli-középhegység, Mecsek, Zselic, Villányi-hegység déli lejtőin gyakoribb. 

## Életmódja
Erdőszéleken, bozótosokban, bokrokban gazdag, félig nyílt élőhelyeken fordul elő.   
Évente egy nemzedéke nő fel, imágóit szeptember-októberben lehet látni. Éjszaka aktív, a mesterséges fény nem, vagy csak kevéssé vonzza. A nőstény kökény vagy galagonya ágaira rakja a petéit, amelyek áttelelnek. A március végén (hűvösebb vidékeken április elején-közepén) kikelő hernyók tavasszal és nyár elején közös szövedékben élnek. Gyorsan fejlődnek, kb. egy hónap alatt elérik végső stádiumukat. A 3. lárvastádiumban első tápnövényükről szétszélednek és új növényt keresnek (keresés közben nem táplálkoznak), ami nem csak kökény vagy galagonya lehet, hanem néha más lombos fák, pl. tölgy, nyír, nyár, fűz, gyertyán, szil is. Az avarban vagy a talajban erős szövésű gubóban bábozódnak be, ahol több évig is elfekhetnek. 
Magyarországon védett, természetvédelmi értéke 50 000 Ft. 

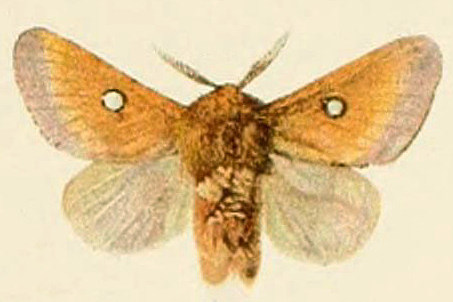
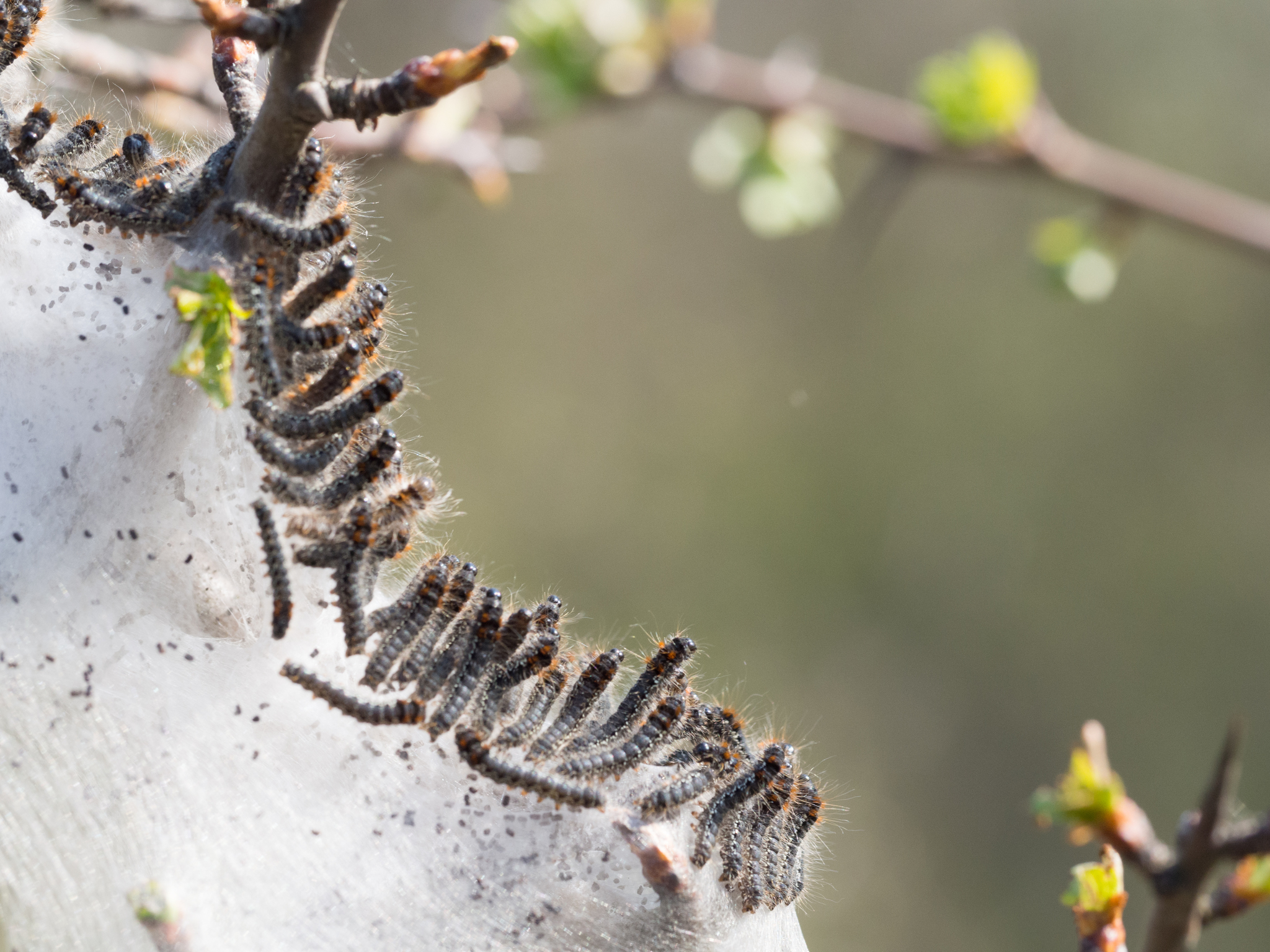
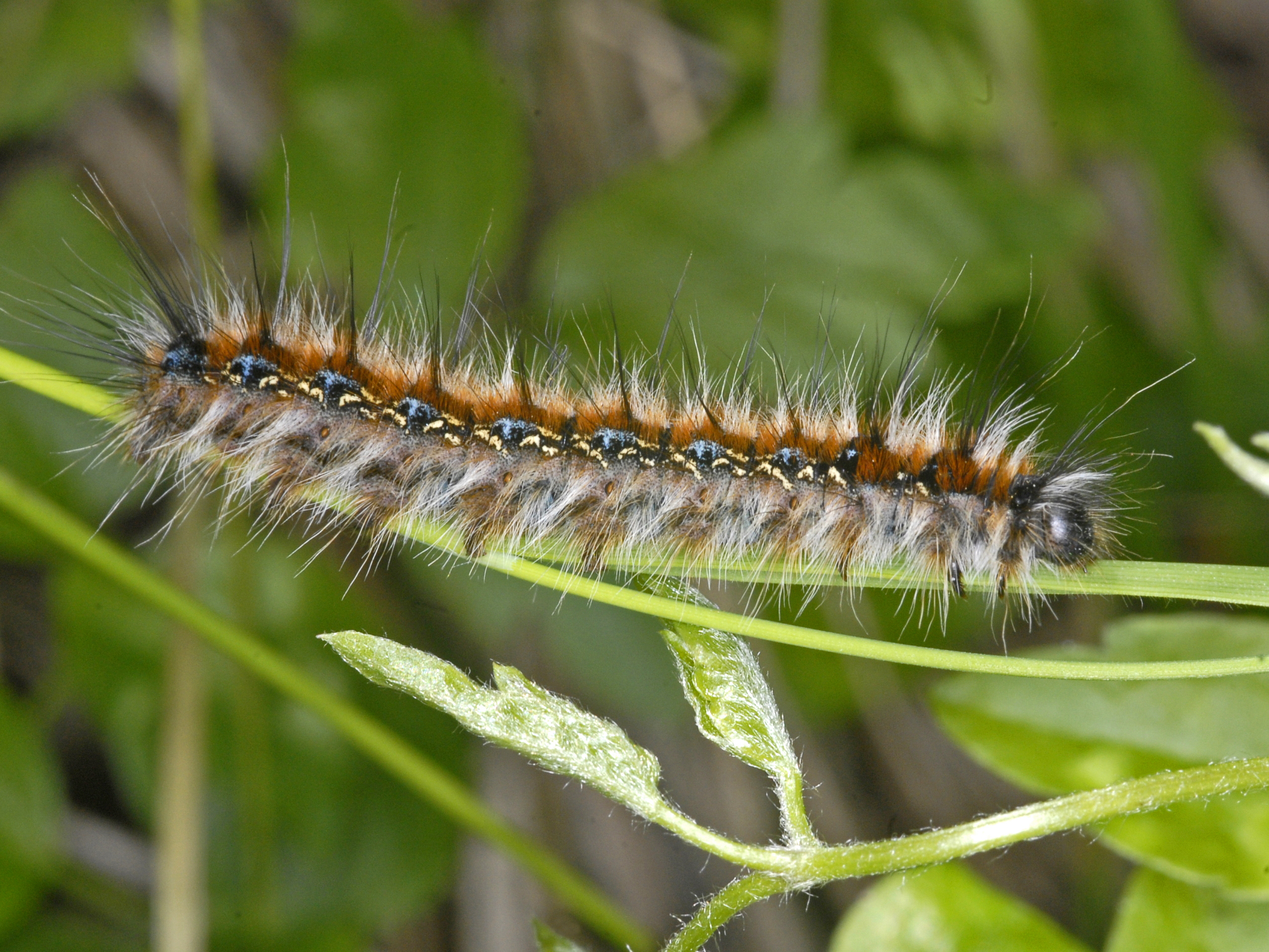